# سانتا ماریا ماجوره
سانتا ماریا ماجوره یک بازیلیکای کاتولیک واقع در رم، ایتالیا می‌باشد.
از اشخاص معروفی که در این مکان دفن شده‌اند می‌توان به پل پنجم، سیکتوس پنجم، کلمنت نهم، کلمنت هشتم و پاپ فرانسیس اشاره کرد.

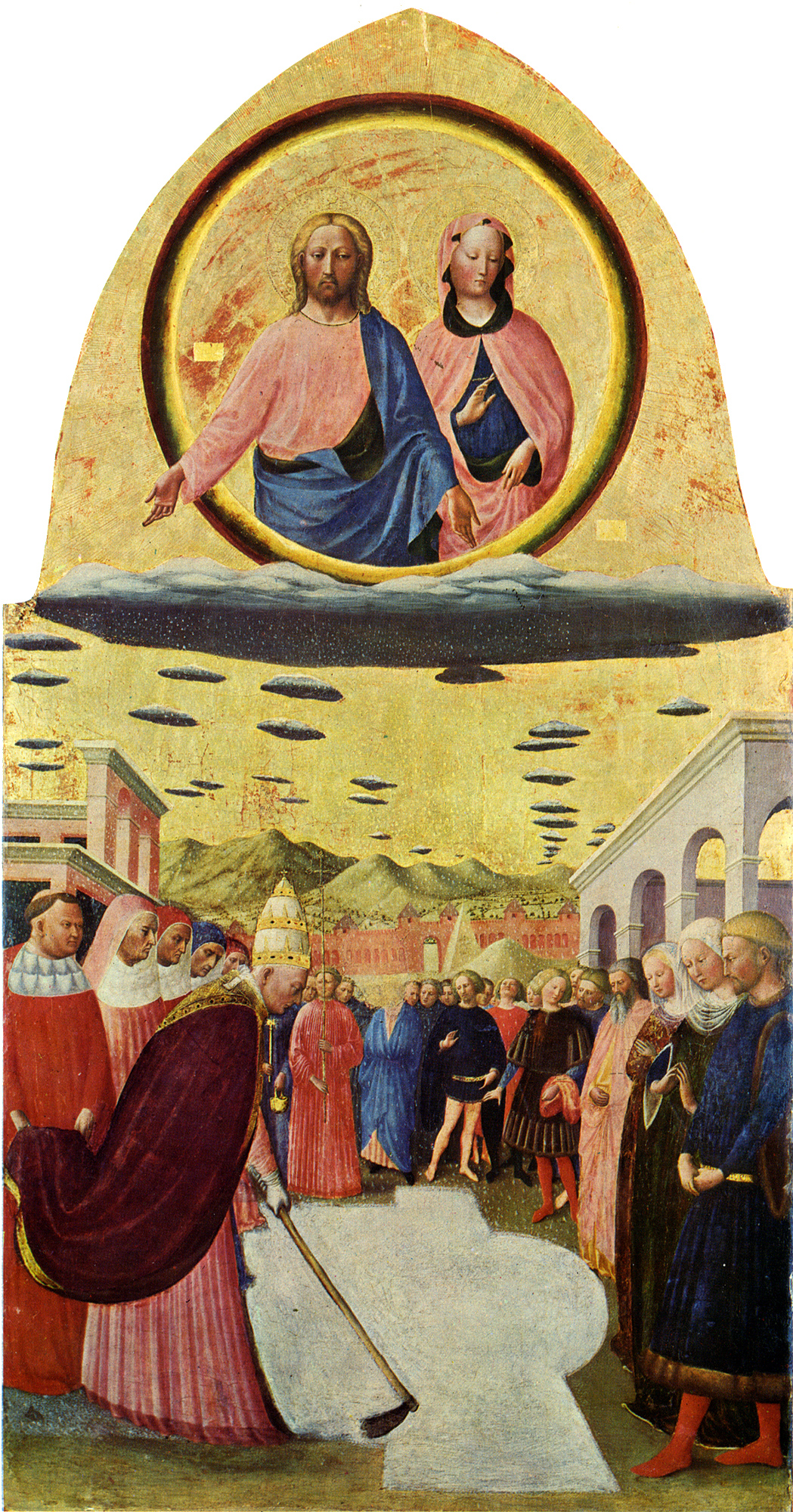
مریم مقدس و پاپ لیبریوس. توسط هنرمند ایتالیایی ماسولینو دا پانیکال. حدود قرن پانزدهم.